# Joaquín Almunia
José Joaquín Almunia Amann (ur. 17 czerwca 1948 w Bilbao) – hiszpański prawnik, ekonomista i polityk, parlamentarzysta i minister, od 1997 do 2000 lider Hiszpańskiej Socjalistycznej Partii Robotniczej (PSOE), w latach 2004–2014 komisarz europejski.

## Życiorys
W 1971 ukończył ekonomię, a w 1972 prawo na Universidad de Deusto z siedzibą w Bilbao. Kształcił się także w paryskiej École pratique des hautes études oraz w John F. Kennedy School of Government w ramach Harvard University. W latach 1972–1975 był zatrudniony jako ekonomista w biurze hiszpańskiej izby handlu w Brukseli, od 1976 do 1979 pracował jako główny ekonomista centrali związkowej Unión General de Trabajadores.
Zaangażował się w działalność polityczną w ramach Hiszpańskiej Socjalistycznej Partii Robotniczej. W wyborach w 1979 został wybrany na posła do Kongresu Deputowanych, niższej izby Kortezów Generalnych. Z powodzeniem ubiegał się o reelekcję w siedmiu kolejnych wyborach do 2004 włącznie, sprawując do tegoż roku mandat deputowanego I, II, III, IV, V, VI, VII i VIII kadencji. Od 1982 do 1991 był członkiem rządów premiera Felipe Gonzáleza – najpierw jako minister do sprawy zatrudnienia i ochrony socjalnej, następnie do 1986 jako minister administracji publicznej. Jednocześnie awansował w strukturach PSOE – wszedł w skład jej komitetu federalnego, a od 1994 do 1997 jako rzecznik kierował klubem poselskim. W 1997 zastąpił Felipe Gonzáleza na stanowisku sekretarza generalnego socjalistów, ugrupowaniem tym kierował do 2000, ustępując po kolejnej porażce wyborczej swojego ugrupowania. W 2002 założył niezależny think tank pod nazwą Laboratorio de Alternativas.
W kwietniu 2004 wszedł w skład komisji Romano Prodiego, zastępując Pedra Solbesa na stanowisku komisarza ds. gospodarczych i walutowych (od maja 2004 zajmował je wspólnie z Siimem Kallasem). Funkcję tę pełnił również od listopada tegoż roku w pierwsze komisji José Manuela Barroso. W jego drugiej komisji objął stanowisko komisarza ds. konkurencji oraz wiceprzewodniczącego KE. Funkcję tę pełnił od lutego 2010 do końca kadencji w 2014.